# 王茲棟
王 茲棟（おう しとう/おう じとう、1882年 – 没年不詳）は中華民国の軍人、満洲国の官僚。中華民国時代は奉天派の一員として馮徳麟や汲金純、張景恵の参謀長をつとめた。満洲国時代は行政官に転じている。字は卓忱。

## 事績
清末に日本へ留学し、陸軍士官学校工兵科第9期を卒業した。中華民国成立後の1916年（民国5年）8月28日、陸軍第28師（師長：馮徳麟）参謀長に就任した。翌1917年（民国6年）、馮徳麟は張作霖に反抗して失脚し、11月に汲金純が後任の第28師師長となったが、王茲棟はそのまま同師参謀長に留任している。12月14日、王は陸軍歩兵上校の位を授与された。
1919年（民国8年）3月25日、王茲棟は第28師参謀長を辞職する。1920年（民国9年）11月22日、察哈爾都統署（都統：張景恵）参謀長署理兼軍務処処長に任命された。1921年（民国10年）2月12日、陸軍少将位を授与される。1922年（民国11年）3月15日、察哈爾暫編陸軍第一混成旅旅長に任命された。1925年（民国14年）、東三省陸軍整理処総務処長となり、1927年（民国16年）5月3日、陸軍軍学編輯局局長に転じた。
1932年（大同元年）の満洲国成立後に、王茲棟は奉天省公署参事官兼情報処長となる。1934年（康徳元年）12月1日に安東省長、1937年（康徳4年）7月1日に錦州省長と歴任した。1938年（康徳5年）7月27日に錦州省長を退任し、それからまもなく満洲航空株式会社副社長に転じた。1943年（康徳10年）時点でも、副社長に在任していることが確認できる。
1944年（康徳11年）以降における王茲棟の動向は不明である。

## 注
1. 1 2 3 4 5 6  尾崎監修(1940)、9頁。
2. 1 2 3 4  帝国秘密探偵社編(1943)、「満洲」67頁
3. 1 2 3  中華民国政府官職資料庫「姓名：王茲棟」
4. ↑  「行政官異動」『同盟旬報』2巻21号通号40号、昭和13年7月下旬号（8月10日発行）、61頁。